# Elan Vital
Elan Vital（エラン・ヴィタール）は、福岡県のLOVE FMで放送されていたラジオ番組である。 2006年4月3日 - 2007年9月28日の毎週月 - 金曜の22:00 - 24:00（JST、2007年7月からは22:00 - 23:55）、東京スタジオから生放送された。

## 概要
- 番組のタイトル「Elan Vital」は「生命の躍動」の意。
- それまで東京スタジオから放送されていた「INSIGHT」の後続番組としてスタートした。

## エア・ジョッキー（DJ）
- モーリー・ロバートソン（2006年4月3日 - 12月26日、月・火）
- みんしる（2007年1月2日 - 9月25日、月・火）
- ロバート・ハリス（水 - 金）

## コーナー
2007年1月に月・火の担当がロバートソンからみんしるに替わってからは番組の一部がリニューアルされた。
2006年4月3日 - 12月29日
- 「AROUND THE WORLD」（22:05頃、23:00頃）
「世界のニュースを切り取る」コーナー。世界情勢から風俗、エンターテイメントな情報を紹介。
- 「FANTASY」（22:15頃）
ロバートソン、ハリスが過去の経験からニュース、トピックスまで、いろいろな話題を話した。それぞれ「MORLEY'S FANTASY」「ROBERT'S FANTASY」と呼ばれた。
- 「MUSIC SAFARI」（22:45頃、23:50頃）
ノンストップで音楽を放送。
- 「ASIAN RECIPE」（23:05頃）
基本的には「アジアの様々な情報を紹介する」コーナーだが、この時期はゲストコーナーとして扱われることが多かった。スポンサーはベスト電器。
- 「CAFE」（23:25頃）
リスナーからのメッセージを紹介したり、様々な話題を紹介したりするコーナーだが、「ASIAN RECIPE」から引き続きゲストコーナーとして扱われることが多かった。それぞれ「MORLEY'S CAFE」「ROBERT'S CAFE」と呼ばれた。
- 「asianbeat」（不定期、正式なコーナータイトルはなし）
アジアの若者文化を紹介するウェブサイト「asianbeat」の更新情報を紹介。

2007年1月2日 - 9月28日
- 「WORLD TOPICS」（22:08頃、23:00頃）
「AROUND THE WORLD」のコーナータイトルが改められた。内容は同じ。
- 「TODAY'S CLOSE UP」（22:15頃）
その日もしくはその週末に届いた話題、情報を紹介するコーナー。
- 「ELAN VITAL JAM」（22:25頃）
ゲストコーナー。様々なゲストを呼んで対談した。
- 「MUSIC SAFARI」（22:45頃、23:50頃）
内容は上記と同じ。
- 「Songs of Love」（火曜日のみ、22:50 - 23:00）
手嶌葵がエア・ジョッキーを務める番組。番組終了後は毎週木曜日の23:00 - 23:10に時間が変更され、独立した番組となった。
- 「ASIAN RECIPE」（23:05頃）
「アジアの様々な情報を紹介する」コーナーだが、たまにゲストコーナーとして扱われた。スポンサーはベスト電器。
- 「ELAN VITAL FANTASY」（23:25頃）
みんしる、ハリスが過去の経験からニュース、トピックスまで、いろいろな話題を話した。コーナーの後半ではリスナーからのメッセージも紹介した。
- 「asianbeat」（不定期、正式なコーナータイトルはなし）
アジアの若者文化を紹介するウェブサイト「asianbeat」の更新情報を紹介。

2007年7月からは23:55 - 24:00に「すっきりしNight」が放送されるようになったため、5分短縮となった。

## ポッドキャスト
「FANTASY（ELAN VITAL FANTASY）」のコーナーは編集され週2回、LOVE FMのホームページよりポッドキャストとして配信された。

## オープニングテーマ
- en:Nitin Sawhney「Breathing Light」
アルバム「Prophesy」に収録。よく番組宛にリスナーから曲名・演奏者名の問い合わせがあった[要出典]。

## 番組にまつわる事件
2007年9月7日の放送で、ゲスト出演していたライターの草下シンヤが、自らのマリファナやヘロインなどの使用体験を語った。その中で、草下は「（薬物使用は）本質が見えやすくなるので、自ら探りにいくために使うツールとしては効果的な可能性がある」などと発言。
番組終了後にリスナーなどから「薬物を肯定する発言だ」などといった指摘が相次いだため、LOVE FMは同月14日の放送で謝罪し、番組の公式サイトに謝罪文を掲示した。LOVE FMのホームページ上にある、放送後60日後まで放送した音声のみを公開する「WEB RADIO」のページからも、この日の放送の全ての音声を削除した。